# هارک بوم
هارک بوم (آلمانی: Hark Bohm؛ زادهٔ ۱۸ مهٔ ۱۹۳۹) بازیگر، کارگردان، فیلم‌نامه‌نویس، و استاد دانشگاه اهل آلمان است. وی از سال ۱۹۶۷ میلادی تاکنون مشغول فعالیت بوده‌است.
از فیلم‌ها یا برنامه‌های تلویزیونی که وی در آن نقش داشته‌است، می‌توان به تعهد، افی بریست، ترس روح را می‌خورد، نسل سوم، تاجر چهار فصل، ازدواج ماریا بران، عدالت، نومیدی و یاسمین اشاره‌کرد.